# Надстирський заказник
Надсти́рський зака́зник — гідрологічний заказник місцевого значення в Україні. Об'єкт розташований на території Рожищенського району Волинської області, неподалік від села Крижівка. 
Площа — 125 га, статус отриманий у 1985 році.
Охороняється болото в заплаві р. Стир, де зростають очерет звичайний Phragmites australis, лепешняк великий (Glyceria maxima), хвощ болотяний (Equisetum palustre), аїр тростиновий (Acorus calamus), мешкають та розмножуються навколоводні види фауни.